# Embriaco
Els Embriaco van ser una família important del Regne de Jerusalem. Originaris de Gènova, eren coneguts com a senyors de Gibelet (també escrit Gibelletto, Giblet o Jebail) que era el nom del castell de Biblos en l'actual Líban; una segona branca foren senyors de Besmedin.

## Història
L'any 1097, abans de la conquesta de Terra Santa, els germans Guglielmo Spinola (després dit Guglielmo Embriaco) i Primo Spinola (després anomenat Primo di Castello), descendents dels vescomtes de Manesseno, desembarcaren al port de l'antiga Selèucia i romangueren un any per fer negocis. Quan el 1099, sentiren la crida de la Primera Croada salparen des de Gènova amb un esquadró privat de dues galeres i quatre naus per unir-se a l'expedició militar.
Bertran de Sant Gèli donà vers el 1110 el senyoriu de Gibelet a Ugo I Embriaco. La família tingué el domini d'aquestes terres –llevat del període en què Saladí les ocupà del 1187 al 1197– fins a finals del segle xiii, quan Bohemon VII d'Antioquia fou derrotat per les tropes musulmanes i hagué de fugir.

## Genealogia
- Ugo I Embriaco, senyor de Gibelet (c. 1110-)
- Ugo II Embriaco, senyor de Gibelet
- Guglielmo I Embriaco, senyor de Gibelet
- Guglielmo II Embriaco, senyor de Gibelet (−1157), casat amb Fadie, filla de Manassès de Hierges
- Bertrando I Embriaco, senyor de Gibelet, casat amb Doleta, filla de Esteve d'Armènia
- Ugo III Embriaco, senyor de Gibelet (−1196), casat amb Estefania de Milly, pare de:
  - Plaisance Embriaco (−c. 1218),[4] casada amb Bohemon IV d'Antioquia
  - Guido I Embriaco, senyor de Gibelet (1197–1241), casat el 1204 amb Alix, filla de Bohemon III d'Antioquia, pare de:
    - Enrico I Embriaco, senyor de Gibelet (−c. 1271), casat c. 1250 amb Isabel d'Ibelin, pare de:
      - Guido II Embriaco, senyor de Gibelet (−c. 1282) casat amb Margaret Grenier de Sidon, filla de Julian Grenier, senyor de Sidó
        - Maria Embriaco (morta a Nicòsia 1331), casada c. 1295 amb Felip d'Ibelin, senescal de Xipre i Jerusalem (1253–1318)

      - Balian Embriaco de Gibelet (m. 1313)
      - Balduí Embriaco de Gibelet (m. 1282)
      - Joan Embriaco de Gibelet (m. 1282), casat amb Alaman N (?)
      - Maria Embriaco de Gibelet (m. c. 1290), casada amb Balian II Grenier, senyor titular de Sidó

    - Raimondo Embriaco de Gibelet
    - Bertrando Embriaco de Gibelet
    - Maria Embriaco de Gibelet
    - Agnese Embriaco de Gibelet, casada amb Barthelemy, senyor de Soudin
- Pietro Embriaco, el darrer senyor de Gibelet[5]

Una altra branca:
- Guglielmo de Gibelet, casat amb Fadie de Hierges, pare de:
  - Ugo de Gibelet (m. c. 1220), senyor de Besmedin, casat amb Agnes de Ham, pare de:
    - Raimondo de Gibelet (m. c. 1253), senyor de Besmedin, casat primer amb Marguerite de Scandelion i després amb Alix de Soudin, pare de:
      - Giovanni I de Gibelet, casat amb Poitevine, filla del batlle de Trípoli
        - Giovanni II de Gibelet (m. c. 1315), casat amb Marguerite du Plessis, sense descendència.
        - Maria di Gibelet

      - Ugo de Gibelet, mort nen
      - Enrico de Gibelet (m. 1310), senyor de Besmedin, casat amb Marguerite de Morf, sense descendència.
      - Bertrando de Gibelet, mort en la infantesa
      - Eschiva de Gibelet, casada amb Raymundo Visconti
      - Agnese de Gibelet
      - Susanna de Gibelet, morta en la infantesa
      - Maria de Gibelet, casada amb Guy de Montolif

    - Gerardo de Ham de Gibelet (m. 1225)
    - Guglielmo II de Gibelet (m. c. 1243), casat amb Anne de Montignac, pare de:
      - Eudes de Gibelet, mort en la infantesa
      - Girard de Gibelet, mort en la infantesa
      - Giovanni III de Gibelet, senyor de Saint-Foucy, casat amb Gillette d'Angiller, pare de:
        - Guglielmo III de Gibelet, casat el 1318 amb Marie de Verny, sense descendència
        - Maria de Gibelet
        - Eschiva de Gibelet (m. c. 1350), casada amb Simon Petit (m. 1355/1338)

      - Stefania de Gibelet, casada amb Amaury le Bernier
      - Maria de Gibelet, casada amb Amaury le Flamenc
      - Eufemia de Gibelet, mota en la infantesa
      - Agnese de Gibelet, morta en la infantesa

    - Adamo de Gibelet, senyor d'Adelon
    - Agnese de Gibelet, casada amb Dietrich von Dendermonde